# Glolé
Glolé est un village situé à l'ouest de la Côte d'Ivoire dans la sous-préfecture de Bogouiné et rattaché au département de Man. Ce village appartient à la région du Tonpki.

## Géographie
Le village de Glolé, situé à l'ouest de la Côte d'Ivoire, fait partie des 15 villages de la sous-préfecture de Bogouiné. Il appartient au département de Man, dans la région du Tonkpi, dans le district des Montagnes. Le village compte 947 habitants d'après le recensement général de la population de l'habitat en 2014. Ce recensement a été conduit par l'Institut national de la statistique.